# روبرت إي. دبليو. هانكوك
روبرت إي. دبليو. هانكوك هو عالم أحياء دقيقة كندي، ولد في 23 مارس 1949.